# بينانق

جزيرة بينانق ويظهر موقع العاصمة جورج تاون

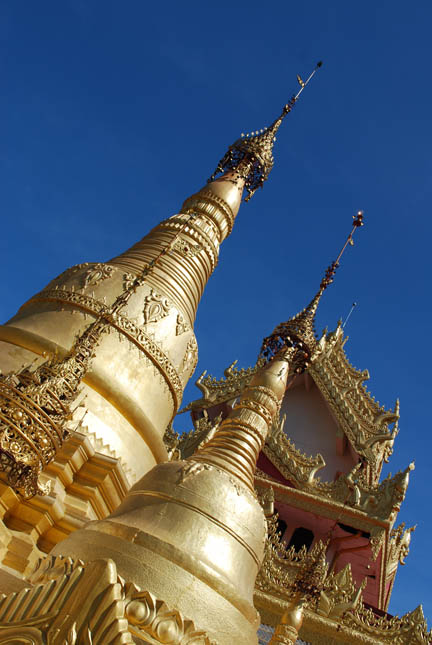
معبد بوذي بالولاية

بينانق أو بولاو بينغ (بالجاوية: ڤولاو ڤينڠ، هي ولاية ماليزية تقع على الساحل الشمالي الغربي لشبه الجزيرة الماليزية، على مضيق ملقا. وتتألف من قسمين - جزيرة بينانق، حيث تقع العاصمة، جورج تاون، وسيبيرانغ بيراي (سابقا مقاطعة وليسلي (بالإنجليزية: Province Wellesley)) في شبه جزيرة الملايو. يحد ولاية بينانق ولاية قدح من الشمال والشرق، ولاية فيرق من الجنوب.

## نبذة
ولاية بينانق تحولت من أول محطة تجارية بريطانية في الشرق الأقصى عام 1786 إلى مدينة صاخبة تجمع بين الطابع الشرقي والطابع الغربي، ويبدو ذلك جليّا للعيان من المباني التراثية التي تجاور المباني الحديثة المنتشرة في المدينة ونمط الحياة ، والمأكولات والعادات السائدة في أوساط السكان. أما جورج تاون التي سميت على اسم الملك جورج الثالث البريطاني فهي عاصمة الولاية السياسية ومركزها التجاري والتعليمي والاجتماعي. ومن المعالم البارزة للمدينة (خو كونغسي) ومسجد كابيتان كيلينغ، ومعبد سري ماريمان ، وحصن كورن واليس كورنواليس ومعبد وات تشايا مانكالارام البوذي الذي يحتوي على واحد من أكبر تماثيل البوذا في العالم.
يتميز خو كونغسي البيت الأثري الذي بني بأيدي فنانين مهرة من الصين بأجمل المواصفات الصينية الشعبية، ويبدو مهيبا لكثرة النقوش الرائعة والأعمدة المزينة المصنوعة من أجود أنواع الأخشاب. وهذا التراث المعماري العظيم يضفي على «جورج تاون» سحراً وجمالاً مميزاً تعززه مطاعم ومقاهي على أرصفة راقية ومتاجر كبرى وأسواق ليلية والعديد من الأماكن التي تجدر زيارتها. تعرف بينانق (بجوهرة الشرق) اشتهرت بشواطئها المناسبة للرياضة المائية ومنتجعاتها ذات المواصفات العالمية والمنتشرة على طول الساحل حيث تمنح السائح كل الراحة والمتعة ومن المناطق الأساسية في بينانق بينانج هيل ومعبد كيك لوك سي، ومزرعة الفراشات وحديقة بينانق الحدائق النباتية، ومعبد الثعابين وحديقة الطيور في البر. من الأشياء المميزة في بينانق الدراجات (تريشاوز ) المزينة بالزينات المرحة والتي تعطي للسوّاح فرصة لمشاهدة الجزيرة بطريقة جميلة وممتعة. والرحلة المبهرة حقا هي العبور عن طريق جسر بينانق وهو أطول جسور آسيا. كما يمكن القيام برحلة رومانسية عن طريق العبارة البحرية التي كانت في يوم من الأيام الوسيلة الوحيدة للعبور، بالإضافة إلى ارتياد المرتفعات التي تكسوها الأشجار للاستمتاع بالمناظر الطبيعية الخلابة. وفي طريق العودة لا تنسى أن تتوقف في منطقة باليك بولاو لتذوق ثمار جوز الهند والدوريان.

## الأماكن السياحية في جزيرة بينانق
- تلة بينانق: تلة بينانق، بينانق هيل هي أحد معالم جزيرة بينانق المميزة والتي يجب زيارتها، تقع في منطقة تسمى آير إيتام على بعد 6 كم من المدينة جورج تاون، وارتفاعها يبلغ حوالي 823 متر فوق مستوى سطح البحر في الجزء الشمالي من جزيرة بينانق.
- حديقة الفراشات في بينانق: افتتحت حديقة الفراشات في جزيرة بينانق في عام 1986، وتقع في منطقة تيلوك فهغ القريبة من شارع باتو فرينجي الشهير، واحدة من مناطق الجذب السياحي الأفضل والأكثر شعبية في جزيرة بينانق. الحديقة الممتدة على 8 هكتارات تحوي مجموعة كبيرة ومتنوعة من الفراشات.
- حديقة البهارات الإستوائية: حديقة التوابل الاستوائية، من أهم أماكن الجذب السياحي الرئيسية في بينانق التي يجب أن لا تفوتكم. تقع في الوادي المواجه لشواطئ تيلوك فهغ، وتعرض الحديقة مساحة من الطبيعة المحتوية على شتى أنواع البهارات من جميع أنحاء العالم.
- قلعة كورنواليس: سميت هذه القلعة على اسم الحاكم العام في ولاية البنغال في أواخر 1700 تشارلز كونواليس، تقع في جزيرة بينانق ماليزيا بالقرب من المنتزه، بجانب النصب التذكاري لساعة فيكتوريا. وضعت جدران الحصن بارتفاع يصل حوالي 10 أقدام، وصممت على شكل نجوم.
- جسر بينانق: يعد جسر بينانق ممر للوصول إلى جزيرة بينانق، يقع على البحر بطول يبلغ 13.5 كيلو متر ويعتبر من المشاريع العملاقة في ماليزيا وقبل أن يشيّد الجسر كان العبور إلى جزيرة بينانق عن طريق القوارب السريعة وغيرها من مركبات البحر فهذا الجسر يحيط به الماء.

- شاطئ باتو فرنجي: تعتبر منطقة باتو فرنجي من أفضل وأروع الشواطئ على الإطلاق في جزيرة بينانق تقع على الشواطئ الشمالية الغربية من مدينة جورج تاون وعلى امتدادها توجد منتجعات وفنادق فخمة، وتعد شواطئ فرنجي الأكثر ارتياداً في بينانق، وتتميز شواطئها الرملية بوجود العديد من النشاطات.

- المسجد العائم: أصبحت المساجد العائمة والمرتكزة على قواعد الماء كالموضة لدى الولايات الماليزية فلا تجد تقريباً ولاية في ماليزيا ألا ولديها مسجد عائم، وهذا هو مسجد جزيرة بينانق العائم والذي يشكّل تحفة معمارية رائعة ويقع في مكان مميز على البحر، مما يزيده جمالاً وروعة.
- مبنى تشونج تزي: يقع مبنى تشونج في مدينة جورج تاون في جزيرة بينانق ماليزيا، يحتوي هذا المبنى الأزرق النيلي والعائد إلى القرن التاسع عشر على منحوتات خشبية وجدران من الطوب الأحمر وأعمال من الخزف الصيني، وبلاط وأعمال فنية اسكوتلاندية.
- متحف بينانق الحربي: يقع متحف بينانق الحربي في الجزء الجنوبي من جزيرة بينانق ماليزيا في بوكيت باتو مونغ والتي فقدت في معركة ضد الجيش الياباني الغازي في عام 1930، وقد تم بناء قلعة هائلة من قبل الجيش البريطاني فوق مونغ بوكيت، لحماية الجزيرة من العدو.
- الحديقة النباتية: تعتبر الحديقة النباتية من الأماكن المميزة والفريدة التي يُنصح بزيارتها عند القدوم إلى بينانق، وتقع الحديقة النباتية في جزيرة بينانق ماليزيا على ببعد ثمانية كيلومترات من مركز جزيرة بينانق بجانب شلالات بينانق، كما تتميز الحديقة بوجود اسم كل شجرة ونوعها وفصيلتها.
- معبد سري ماريامان: يعد معبد سري ماريامان من أقدم المعابد الهندوسية في جزيرة بينانق والذي تم بناؤه عام 1883 م، يحتوي المعبد على مجموعة كبيرة من التماثيل التي يعبدها الهندوس المقيمون في ماليزيا وهي منحوتات مشكلة بشكل غاية في التعقيد والحرفية والمهارة بشكل ملفت للنظر.
- برج الساعة: يقع برج الساعة في جزيرة بينانق ماليزيا، في منتصف الدوار المنسوب للملكة فكتوريا، تقع إلى الجنوب من قلعة كورنواليس، وصنعت هذه الساعة من الألماس وعلى الطراز المغربي الرائع، وقد بنيت بتكلفة قدرها 35،000 دولار، كما تعمل هذه الساعة في جدول زمني دقيق للغاية
- حديقة القرود: تقع حديقة القرود في منتصف المسافة بين جورج تاون وساحل باتو فرنجي الشهير في جزيرة بينانق ماليزيا، يتوفر في الحديقة كم هائل من القرود الرائعة التي يمنع معاكستها أو اللعب معها والكثير من هذه القرود من أنواع نادرة كما تحتوي الحديقة على الكثير.